# Bataille d'Al-Musara
Reconquête omeyyade d'Al-Andalus
Formation de l'Émirat de Cordoue
La bataille d'Al-Musara ou bataille d'Alameda  en 756 participe à la création par Abd al-Rahman Ier d'un Émirat omeyyade indépendant dans la Péninsule ibérique.

## Contexte
Les Berbères du Maghreb n'étant pas disposés à l'aider dans une prise de pouvoir, le prince omeyyade Abd al-Rahman décide de s'installer dans une Hispanie en conflit entre conquérants Arabes des tribus Banu Kalb, Qaysites et Qahtan . Il profite de la situation et l'arrivée des troupes omeyyades dirigées par Balch ben Bishr forment une série de yunds . Des Syriens prennent ainsi le contrôle d'une partie d'al-Andalus, Badr prépare le terrain et obtient une série de soutiens. Abd al-Rahman arrive ensuite du Maghreb, débarque à Almuñécar le 14 août 755  et s'installe à Torrox.
En 756, Séville lui ouvre ses portes. Il assiège Cordoue , défendue par Abd al-Rahman Abul Zaid, fils du wali Yúsuf ibn Abd ar-Rahman al-Fihri et le défait. Dix mille hommes prennent la direction du siège sous la direction de Teman ibn Alkamah, l'un des cheikhs qui le soutient depuis le début. Le chef yéménite Abu Sabbah Yahya al-Yahsubi tente de le tuer mais il n'est pas soutenu par ses soldats . Peu de temps après, le prince entre à Cordoue où il laisse Abu Uthmán comme gouverneur. Mais Yusuf ibn Abd ar-Rahman al-Fihri ne dépose pas les armes et tente de récupérer Cordoue en attaquant par la vallée de Navafría, entre dans la ville, mais fuit quand Abd al-Rahman revient avec ses hommes.

## La bataille
En mars 756, Abd al-Rahman entre dans Séville, qui domine les provinces d' Elvira, Sidona et Málaga . Ses troupes, composées de Syriens, Yéménites et Berbères, avancent à travers la vallée du Guadalquivir, tandis que Yúsef quitte Cordoue en direction de Séville, mais en remarquant l'avancée de son ennemi rentre dans sa capitale. Les deux armées finissent par se rencontrer sur les rives opposées du fleuve, qui est en crue, rendant impossible sa traversée . Les deux forces marchent parallèlement jusqu'à la place d'Al-Musara, à la périphérie de Cordoue .
Ils entament des négociations et Yúsef offre une de ses filles en mariage avec une dot. Le 13 mars, Abd al-Rahman, conscient de la fatigue de ses troupes et du bon état des adversaires, propose à ses hommes d'accepter la paix ou de se battre. Ses soldats optent pour la seconde option . Voyant que le fleuve a un débit plus faible, Abd al-Rahman fait mine d'accepter la proposition de Yusef, qui lui envoi des animaux pour nourrir ses troupes. Cependant, à la tombée de la nuit, l'armée omeyyade traverse le fleuve sans être vue . A cette époque, l'armée omeyyade compte deux mille cavaliers et trois mille fantassins. À l'aube, les deux forces se préparent pour la bataille. Abd al-Rahman ordonne à ses troupes d'infanterie de se positionner au centre, malgré le manque de cavalerie sur les flancs. Armé seulement d'un arc, le futur émir est presque le seul à monter un bon cheval de guerre, et il est entouré de ses hommes les plus fidèles. Il n'a pas de drapeau, alors il en improvise un avec un turban vert et une lance (le turban et la lance devinrent le drapeau des Omeyyades espagnols). De même, Yusef ordonne à ses hommes de se préparer de la même manière . La cavalerie des Arabes omeyyades, composée d'esclaves et de Berbères, attaque le centre et la droite de la formation de Yusef. Dans la bataille, un combat singulier a lieu entre Khalid Sudi (serviteur de Yusef et chef de sa cavalerie) et Habid ibn Adb al-Malik (chef de la cavalerie omeyyade) . Durant la bataille, les Yéménites craignent la fuite d'Abd al-Rahman en cas d'échec au combat, car il est à cheval. Abd al-Rahman, ayant entendu les rumeurs, appelle Abu Sabbah Yahya al-Yahsubi et demande sa mule, un geste qui calme les esprits des Yéménites . Enfin les cavaliers omeyyades et Syriens lancent une attaque sur le centre de l'armée ennemi, tuent trois commandants d'infanterie (deux d'entre eux sont les fils de Yusef et l'autre d'al-Sumayl ibn Hatim). Tous deux s'enfuient, considérant la bataille perdue et laissant seule l'aile gauche, qui résiste jusque tard dans la journée. Cependant, leurs commandants périssent .
Après les combats  aux portes de la capitale, les 14 et 15 mai 756, les Omeyyades remportent une victoire complète et certains cheikhs soutenant Yusuf sont tués.

## Conséquences
Yúsuf ibn Abd ar-Rahman al-Fihri et As-Sumayl ibn Hatim al-Kilabi se retirent à Grenade jusqu'à ce que Yusuf, sur les conseils de Samayl, abdique du titre de wali et reconnaisse le prince omeyyade, Abd al-Rahman, comme émir. Les cheikhs le reconnaissent également et le pays est pacifié. Le nouvel émir fait supprimer la khutba (prière) au nom du calife, indiquant clairement que son émirat est indépendant du Califat abbasside. Yusuf ibn Abd ar-Rahman al-Fihri et As-Sumayl ibn Hatim al-Kilabi tentent vainement de reprendre le pouvoir en 759.